# Goltyr-Maler

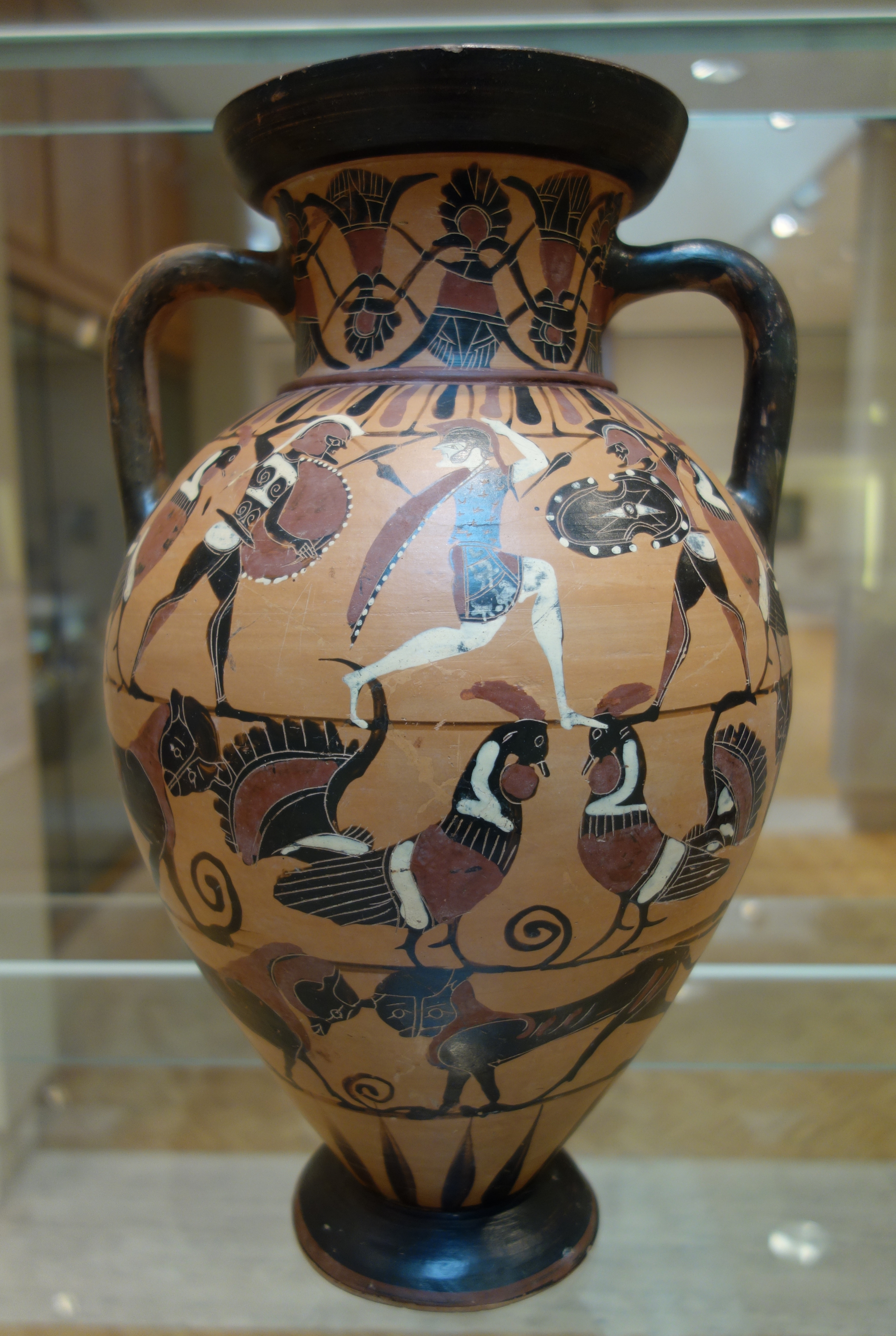
Tyrrhenische Amphore im Chazen Museum of Art

Der Goltyr-Maler ist ein attischer Vasenmaler des schwarzfigurigen Stils. Seine Schaffenszeit wird in das zweite Viertel des 6. Jahrhunderts v. Chr. angesetzt.
Bekannt ist der Goltyr-Maler vor allem für seine Zeichnungen auf Tyrrhenischen Amphoren. Meist stellte er Tiere dar, deren Köpfe recht knollenartig wirken.